# Recado rojo
A Recado rojo (spa. "vörös hír")  egy mexikói fűszerkeverék, melyet főleg húsok pácolásához használnak. Fő összetevői: annatto, oregano, római kömény, szegfűszeg, fahéj, fekete bors, szegfűbors, fokhagyma és só. Az őrölt annatto magvak a keveréket vörösre festik, ami a kész ételnek is erős narancs-vörös színt kölcsönöz. 

## Használata
A pasztát közvetlenül a húsokra dörzsölik, vagy citromlében, vízben, olajban, esetleg ecetben oldják fel és a húsok pácolására használják. 
Az így ízesített húsokat grillezik, melegen füstölik, sütőben vagy bő zsiradékban sütik. Használják az empanádák és tamálék tésztájához is. 
A tacos al pastor  és egyes chorizo fajtáknak is fűszere. 

## Fordítás
- Ez a szócikk részben vagy egészben  a   Recado rojo című angol Wikipédia-szócikk ezen változatának fordításán alapul.  Az eredeti cikk szerkesztőit annak laptörténete sorolja fel. Ez a jelzés csupán a megfogalmazás eredetét és a szerzői jogokat jelzi, nem szolgál a cikkben szereplő információk forrásmegjelöléseként.